# Église Sainte-Thérèse de Rennes
Pour les articles homonymes, voir Église Sainte-Thérèse-de-l'Enfant-Jésus.
L’église Sainte-Thérèse de Rennes, sous le vocable d'église Sainte-Thérèse-de-l'Enfant-Jésus, est une église paroissiale de culte catholique romain située à Rennes (Ille-et-Vilaine).

## Localisation
L’église est située dans le sud de Rennes sur la place Hyacinthe-Perrin, nommée d'après son architecte. La façade donne sur la rue Bigot de Préameneu tandis que le chœur est tourné vers la rue Sully Prudhomme. Ces deux rues débouchent sur le boulevard Émile Combes.

## Historique
Construit en 1934-1936, l'édifice associe béton, bois, murs en grès et schiste de Pont-Réan dans des lignes à la géométrie rigoureuse.
La pose de la première pierre eut lieu le 13 mai 1934,.
Elle fut consacrée le 1er juin 1936.
Elle a subi un incendie dans la nuit du 22 au 23 septembre 2001 ; la nef, le chœur et la toiture. sont détruits. Une défaillance électrique est à l'origine du sinistre. Elle a été entièrement restaurée pour rouvrir le 12 décembre 2004.
L’église est inventoriée et possède le Label « Patrimoine du XXe siècle »,,. Elle est inscrite au titre des monuments historiques par arrêté du 6 mai 2015,.
Dans la nuit du 31 juillet au 1er août 2018, le clocher est détruit par le feu,,.

## Architecture

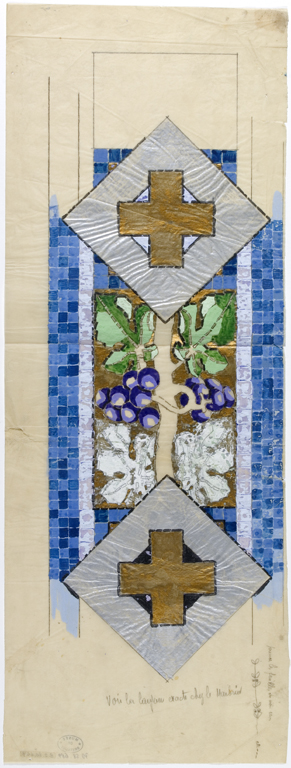
Isidore Odorico, Projet de frise pour l'autel du transept nord (1936), Rennes, musée de Bretagne.

L'architecte Hyacinthe Perrin adopta un plan proche de la croix grecque avec 28 mètres de large et 38 mètres de long. Mille places sont disponibles à l'intérieur de l'édifice. Le dôme culmine à 33 mètres. Elle est considérée comme un chef-d'œuvre de l'Art déco.
Les vitraux ont été réalisés par l'atelier des frères Paul et André Rault - Les Maîtres Verriers Rennais - installés place Hoche à Rennes. Les peintures murales sont de Louis Garin, les  mosaïques d'Isidore Odorico, et les bronzes sont réalisés par Émile Evellin suivant les plans de Perrin.